# Pregnana Milanese (przystanek kolejowy)
Pregnana Milanese (wł. Stazione di Pregnana Milanese) – przystanek kolejowy w Pregnana Milanese, w prowincji Mediolan, w regionie Lombardia, we Włoszech. Znajduje się na linii Turyn – Mediolan.
Według klasyfikacji RFI stacja ma kategorię brązową.

## Historia
Przystanek został otwarty 14 czerwca 2009.

## Linie kolejowe
- Turyn – Mediolan

## Infrastruktura
Przystanek składa się z dwóch torów, przy peronach bocznych o długości 250 m, dostępnych poprzez przejście podziemne

## Ruch pociągów
Przystanek Pregnana Milanese jest obsługiwany przez podmiejską linię S6 (Novara-Treviglio) kolei aglomeracyjnej w Mediolanie, przewoźnika Trenord z taktem półgodzinnym.

## Usługi
Usługi dostępne na przystanku:
- Parking
- Przejście podziemne
- Zapowiedzi głosowe pociągów